# Onesia santamaria
Onesia santamaria este o specie de muște din genul Onesia, familia Calliphoridae, descrisă de Hiromu Kurahashi în anul 1982. Conform Catalogue of Life specia Onesia santamaria nu are subspecii cunoscute.